# Meloe autumnalis
Meloe autumnalis – gatunek chrząszcza z rodziny oleicowatych. Zamieszkuje Europę, Afrykę Północną i Azję Zachodnią. Larwy są pasożytami gniazdowymi pszczół z rodzajów porobnica i lepiarka.

## Taksonomia
Gatunek ten opisany został po raz pierwszy w 1792 roku przez Guillaume’a-Antoine’a Oliviera. W XX wieku klasyfikowany bywał najczęściej w podrodzaju Meloe (Proscarabaeus). W 1970 roku John D. Pinto i Richard Brent Selander umieścili ten gatunek w podrodzaju Meloe (Treiodus) – klasyfikację taką przyjęły potem internetowe bazy danych. Z kolei w 1983 roku Stiepan Jabłokow-Chnzorian wyróżnił w obrębie podrodzaju Meloe (Proscarabaeus) monotypową sekcję Anchomeloe z M. autumnalis jako gatunkiem typowym. W 2021 roku Alberto Sánchez-Vialas i współpracownicy opublikowali wyniki molekularnej analizy filogenetycznej Meloini, na podstawie których wynieśli liczne podrodzaje Meloe do rangi rodzajów, a sekcję Anchomeloe do rangi monotypowego podrodzaju Meloe (Anchomeloe). Zajmować ma on pozycję siostrzaną dla podrodzaju typowego Meloe s.str., którego synonimem jest Meloe (Proscarabaeus).
W obrębie tego gatunku wyróżnia się dwa podgatunki:
- Meloe autumnalis autumnalis Olivier, 1792
- Meloe autumnalis heydeni Escherich, 1889

## Morfologia
Chrząszcz o ciele długości od 8 do 23 mm. Ubarwienie ma całkiem czarne lub z połyskiem niebieskim do fioletowego. Czułki u obu płci mają człony od piątego do siódmego tylko trochę szersze od pozostałych; u samic są one kuliste, zaś u samców lekko spłaszczone, przy czym człon siódmy nie jest zagięty jak u oleicy krówki i fioletowej. Punktowanie i mikrorzeźba na głowie i przedpleczu są podobne. Szerokość głowy jest większa niż przedplecza. Ciemię jest silniej uwypuklone niż u oleic krówki i fioletowej. Przedplecze ma kształt prawie kwadratowy ze spłaszczonymi i stępionymi kątami tylnymi oraz wycięciem pośrodku krawędzi tylnej. Pokrywy mają na powierzchni wyraźnie odgraniczone dołeczki oraz gęste i drobne punktowanie, nie zaś zmarszczki jak u oleic krówki i fioletowej. Skrzydeł tylnej pary brak zupełnie. Odnóża ostatniej pary mają biodra wydłużone, dwukrotnie dłuższe niż szersze, a golenie o ostrodze wierzchołkowej zewnętrznej dłuższej i grubszej od wewnętrznej. Odwłok jest duży, zwłaszcza u samic silnie rozdęty.

## Ekologia i występowanie
Owad ten bytuje na stanowiskach ciepłych, w tym na trawiastych stokach pagórków, skrajach lasów i w przerzedzonych zagajnikach. W rozwoju występuje nadprzeobrażenie. Jaja składane są do gleby. Larwą pierwszego stadium jest aktywnie przemieszczający się trójpazurkowiec. Po dostaniu się do gniazda żywiciela, którym w przypadku M. autumnalis jest pszczoła z rodzaju porobnica lub lepiarka, zjada ona znajdujące się w komórce jajo i przechodzi ona w stadium mniej ruchliwe, pędrakowate, które żeruje na zgromadzonym przez pszczołę urobku. Później larwa schodzi do gleby i linieje do nie pobierającego pokarmu zimującego stadium pseudopoczwarki. Kolejnym stadium jest larwa skolytidalna i dopiero ona się przepoczwarcza. Owady dorosłe nowego pokolenia ukazują się od czerwca lub lipca, a maksimum ich pojawu przypada w Europie Środkowej na sierpień.
Gatunek palearktyczny. W Europie znany jest z Portugalii, Hiszpanii, Irlandii, Wielkiej Brytanii, Francji, Belgii, Niemiec, Szwajcarii, Austrii, Włoch, Polski, Czech, Słowacji, Węgier, Białorusi, Ukrainy, Mołdawii, Rumunii, Bułgarii, Słowenii, Chorwacji, Bośni i Hercegowiny, Czarnogóry, Serbii, Albanii, Macedonii Północnej, Grecji oraz europejskiej części Rosji. W Afryce Północnej zamieszkuje Maroko, Tunezję i Algierię. W Azji stwierdzono jego występowanie na Cyprze, w Gruzji, Armenii, Turcji, Syrii, Jordanii, Libanu, Izraelu, Palestynie oraz Iranie.
W Polsce jest gatunkiem bardzo rzadkim, znanym tylko ze stanowisk na Roztoczu, niespotykanym w XXI wieku. Na „Czerwonej liście zwierząt ginących i zagrożonych w Polsce” umieszczony został jako gatunek o niedostatecznie rozpoznanym statusie (DD). Z kolei na „Czerwonej liście gatunków zagrożonych Republiki Czeskiej” umieszczony jest jako gatunek regionalnie wymarły (RE). 